# Тразако
Тразако (итал. Trasacco) је насеље у Италији у округу Л'Аквила, региону Абруцо.
Према процени из 2011. у насељу је живело 6144 становника. Насеље се налази на надморској висини од 688 м.

## Становништво
Према резултатима пописа становништва 2011. у општини је живело 6.144 становника.
| 1931. | 1936. | 1951. | 1961. | 1971. | 1981. | 1991. | 2001. | 2011. |
| ----- | ----- | ----- | ----- | ----- | ----- | ----- | ----- | ----- |
| 4.612 | 4.898 | 5.718 | 5.607 | 5.311 | 5.594 | 5.956 | 5.998 | 6.144 |

## Партнерски градови
- Capalbio